# Agrypon fumipenne
Agrypon fumipenne là một loài tò vò trong họ Ichneumonidae.